# コッレ・チミーノ・トンネル
コッレ・チミーノ・トンネル（イタリア語: Galleria di Colle Cimino）は、イタリア共和国ローマ県にある鉄道トンネル。ローマ＝アルバーノ線のパンタネッラ駅とマリーノ・ラツィアーレ駅との間にあり、コッレ・チミーノ丘陵を貫く。完成は1886年。
コッレ・チミーノ・トンネルは、単線で、長さは約220m、まっすぐな登りで、トンネルの壁には規定通り避難所の穴があいている。トンネルの出口からマリーノ方向へ少し行くと、路線は谷底にある6つのアーチを持つ「セイ・ポンティ橋」を渡る。
ローマ＝アルバーノ線には他に3つのトンネルがあり、マリーノ・トンネル、カステル・ガンドルフォ・トンネル、アルバーノ・ヴィッラ・ドーリア・トンネルである。
コッレ・チミーノ・トンネルは、コムーネ・グロッタフェッラータの領域のマリーノとの境界付近にある。
第二次世界大戦中の1944年2月から6月の間、マリーノ・トンネルはマリーノの多くの家族にとって連合軍の爆撃機の空襲から逃げる安全地帯であった。